# 대한민국 형사소송법 제62조
대한민국 형사소송법 제62조는 검사에 대한 송달에 대한 형사소송법의 조문이다.

## 조문
제62조(검사에 대한 송달) 검사에 대한 송달은 서류를 소속검찰청에 송부하여야 한다.

## 참고 문헌
- 손동권 신이철, 새로운 형사소송법(초판, 2013), 세창, 2013. ISBN 9788984114081